# Бадахши, Тахир
Тахи́р Бадахши́ (перс. طاهرادخای‎‎) — политический деятель в Афганистане. Основатель партии «Сатам-е-Милли», либерально-левая группа, близкая к Движению неприсоединения, основанному в Югославии в 1956 году, инициатором которого был Иосип Броз Тито.

## Биография
Тахир Бадахши родился в Файзабаде, Бадахшан, в таджикской семье. Начальное образование закончил в Бадахшане, а затем переехал в Кабул для продолжения высшего образования. В 1957 году окончил среднюю школу в школе Хабибия. Поступил в Кабульский университет и изучал экономику и право. Закончил учебу по экономике в 1961 году и начал работать. Работал в исследовательском отделе университета до 1967 года. После этого начал работать в министерствах: перешел в департамент (министерство) образования, где работал до своего задержания режимом в 1978 году. За все эти годы политической деятельности много раз попадал в тюрьму: в 1964 году режим короля Захир-шаха «из-за» организации и руководства массовой манифестацией студентов, ученых и обычных людей в Кабуле. В 1969 году был арестован «из-за» подрывной политической деятельности той же системы. В 1975 году режимом президента Дауда, крайне консервативного правителя, как предполагают левые, «из-за» политического сопротивления, и, наконец, в 1978 году левым режимом Мохаммада Тараки.
В 1978 году был снова арестован секретной службой правительства Мохаммада Тараки. Содержался в одиночной камере в тюрьме Поле-чархи и должен был подвергнуться массовым пыткам со стороны секретной службы режима и, наконец, был убит в тюрьме Хафизуллой Амином в 1979 году.
Его супруга Джамиля Бадахши и их дети Валид Арсалан, Рудаба Нилаб, Джавид Мазьяр и Харун Розбе переехали в 1985 году в Германию и до сих пор живут там.

## Политика
Политическая деятельность в период с 1965 по 1978 год была в основном сосредоточена на основных реформаторских целях в направлении либеральной (республиканской и демократической) системы, в которой будут соблюдаться основные права человека всех жителей страны, независимо от их этнического или экономического происхождения. Особое внимание было сосредоточено на очевидном и объективном антагонизме этнического неравенства в пользу пуштунов и в явной немилости других этнических групп, таких как узбеки, хазарейцы и в некоторой степени даже таджики. Деятельность была направлена против этнического доминирования пуштунов и элитарности в соответствующих областях политики, финансов, вооруженных сил, полиции; требовались равные права для всех других этнических групп в Афганистане. Политическая организация, которую он возглавлял, была названа Сатам-е-Милли (Национальное угнетение) королевской семьей и, в то же время, «левыми» функционерами, в основном пуштунскими активистами «Народно-демократической партии Афганистана». Из-за своего несогласия с системой он много раз в своей жизни попадал в политическое заключение на несколько дней, недель или месяцев: во времена короля Захир-шаха, во время первой республики Мохаммада Дауда. Тем временем он работал в Министерстве образования, где продолжал работать и при режиме Нур Мухаммада Тараки после государственного переворота левых сил в апреле 1978 года. Его культурная деятельность и продуктивность в плане написания многочисленных газет, журналов и журналов о поэзии, прозе, философии и теологии были хорошо задокументированы, но в основном были потеряны в годы войны, которая началась после 1980 года.

## Наследие
Мемориалы его наследия проводятся каждый год в стране местными и региональными деятелями, а за пределами страны интеллигенцией диаспоры. Последнее масштабное мероприятие в 2017 году прошло в Канаде и Афганистане.